# Adrien Costa
Adrien Costa (Stanford, 19 de agosto de 1997) es un ciclista estadounidense, nacido de padres franceses, que fue profesional de 2016 a 2017.
En agosto de 2018 le amputaron una pierna tras sufrir un accidente mientras practicaba escalada.

## Palmarés
2016
- Tour de Bretaña, más 1 etapa
- 1 etapa del Tour de Saboya
- 1 etapa del Tour del Porvenir